# Galiciuica
Galiciuica è un comune della Romania di 1 691 abitanti, ubicato nel distretto di Dolj, nella regione storica dell'Oltenia.